# Teases & Dares
Teases & Dares är Kim Wildes fjärde album men även det första albumet hos MCA Records.
Albumet blev utgivet år 1984 med inkluderade singlar som The Second Time, The Touch och Rage To Love.
Kim medverkade för första gången själv att producerade låtarna Fit In och Shangri-La.

## Låtar
1. The Touch
2. Is It Over
3. Suburbs Of Moscow
4. Fit In
5. Rage To Love
6. The Second Time
7. Bladerunner
8. Janine
9. Shangri-La
10. Thought It Was Goodbye